# Berta Jayo
Berta Jayo, (Santander, 1971) es una artista multidisciplinar. Sus trabajos muestran una diferente visión de la vida, alejada de los estereotipos.

## Formación
Es licenciada en Bellas Artes por la Universidad del País Vasco (1991-1996). Hizo su posgrado y máster en el Chelsea College of Art and Design en Londres, (2000-2002). Ha participado en programas como el ISCP de Nueva York (International Studio and Curational program) (2004-2005).

## Obra
En el año 2004 Jayo muestra en el MAS la serie "Making love", pinturas en las que parejas hacen el amor sobre lienzos, dijo que era "una herencia de Yves Klein". 
Otro trabajo relevante es su serie "Nudes" en el 2006 en la que fotografía la ropa de diferentes personajes tras su desnudo. Jayo comienza a hacer trajes religiosos como hábitos de monja con tejidos diferentes a los habituales o con tela de colores, camouflage, lunar español, etc. en el 2007 y muestra estos trabajos en lugares públicos o en museos como la Tate Modern, el Moma, el Museo Reina Sofía, el Guggenheim Bilbao o el Louvre París. Hasta el momento, esta es su serie más extensa. Durante ese periodo es incluida en varias exposiciones itinerantes internacionales como en la de "Artistas del siglo XX y XXI" en las que exhibe su trabajo junto a Marina Abramović"
 o Esther Ferrer. Cabe destacar su último trabajo fotográfico en el que desaparecen 14 monumentos del mundo, de gran repercusión internacional.
En 2017, expone su obra en el Museo de Santa Cruz de Toledo.
. En el mismo año inventa lienzos de colores con forma de ataúd.A finales del 2017 realiza un proyecto solidario en México. En el 2018 crea una nueva serie "Color sea" 
En octubre de este año comisaria la primera exposición retrospectiva del artista Spencer Tunick en España en el Centro Niemeyer.

Acto seguido presenta su nuevo libro 'Regalos de Dios' 
En mayo de 2019 realiza una exposición fotográfica en Madrid en la que aparecen pintadas, cada una de un color, las catedrales más famosas del mundo. 
En el año 2020 presenta ‘Pobreza’  En el año 2023 presenta su performance “Libre” Ese mismo año muestra su trabajo en una de las pantallas de Times Square NY

## Libros publicados
- Sabático. 2013[24]
- Poamario. 2015.[25]
- Regalos de Dios. 2018[17]